# テレスプ
テレスプは、ブラジル・サンパウロに本社を置く通信事業会社である。1998年に誕生した。テレブラスの分割・民営化によって誕生したいわゆる"Baby Bras"の1つである。
分割・民営化の際に、スペイン資本であるテレフォニカがテレスプに資本参加をしたことで誕生した。誕生の際に、ブランド名をテレスプからテレフォニカに変更しているが、会社名には今もなお残っている。
テレスプ株式はサンパウロ証券取引所とニューヨーク証券取引所に上場している。